# Convolutindol A
El Convolutindol A es un indol bromado que fue aislado en 2001 en el briozoario marino  convoluta.

## Química
La convolutindol A es un análogo bromado de la dimetiltriptamina, un alucinógeno que se encuentra naturalmente en plantas y animales. Otros derivados bromados incluyen el 5-bromo-DMT y 5,6-dibromo-DMT, los cuales se encuentran también en invertebrados marinos.

## Actividad biológica
Este compuesto ha sido probado por su actividad nematicida. Se ha encontrado que es más efectivo que el levamisol, un nematicida comercial. 